# Derek Rawcliffe
Derek Rawcliffe (* 8. Juli 1921 in Manchester; † 1. Februar 2011 in Leeds) war ein britischer Theologe. Er war Bischof der Scottish Episcopal Church in der Anglikanischen Kirchengemeinschaft.

## Leben
Derek Alec Rawcliffe wurde als Sohn eines Tabakwarenhändlers in Manchester geboren. Rawcliffes Familie zog später nach Gloucester um, wo Rawcliffe auch aufwuchs. Dort ging er auf die Sir Thomas Rich's School. Regelmäßig besuchte Rawcliffe Gottesdienste und Konzerte mit Kirchenmusik in der Kathedrale von Gloucester; im Alter von 17 Jahren beschloss er, Priester zu werden. Er studierte zunächst an der University of Leeds, wo er ein First Degree in Englisch erwarb. Zur Vorbereitung auf das Priesteramt besuchte er das College of the Resurrection in Mirfield. 
1944 wurde er zum Priester geweiht. Von 1944 bis 1947 war er Vikar (Curate) an der St George's Church in Claines, in der Diözese von Worcester. 1947 nahm er eine Stelle als Lehrer an der All Hallows School in Pawa auf den Salomon Islands an. Rawcliffe war dort zunächst stellvertretender Rektor, 1953 wurde er Rektor (Headmaster) der Schule. 1956 wechselte er und wurde Rektor der St. Mary's School in Maravovo, ebenfalls auf den Salomon Islands.
1959 wurde er zum Erzdiakon von Süd-Melanesien (Archdeacon of Southern Melanesia) mit Dienstsitz in Lolowai ernannt. Zu seiner Zuständigkeit gehörte auch die Betreuung der Gemeinden der Neuen Hebriden (New Hebrides) und der Banks- und Torres-Inseln. 1974 wurde er Hilfsbischof (Assistant Bishop) von Melanesien, 1975 wurde er zum ersten Bischof der neu gegründeten Diözese der Neuen Hebriden ernannt. Dieses Amt übte er bis 1980 aus. Rawcliffe baute die Strukturen der Diözese auf und stellte die Weichen für den ersten „indigenen“ Bischof der Diözese. Rawcliffe befasste sich während seiner Amtszeit intensiv mit der Kultur der Inselbewohner und erwarb Kenntnisse in traditionellen Heilverfahren der einheimischen Bevölkerung. 
1980 wurde er zum Bischof von Glasgow und Galloway in der Scottish Episcopal Church ernannt. Dieses Amt hatte er bis zu seinem Ruhestand 1991 inne. Er zog dann nach West Yorkshire, wo er von David Young (1931–2008), dem damaligen Bischof der Diözese von Ripon und Leeds, zum Ehrenamtlichen Hilfsbischof (Assistant Bishop) ernannt wurde und umfangreiche seelsorgerische Aufgaben ausübte. Das Bischofsamt musste er im Oktober 1996 jedoch aufgeben, nachdem bekanntgeworden war, dass Rawcliffe homosexuellen Paaren den kirchlichen Segen im Rahmen von privaten Ehezeremonien erteilt hatte. 
Rawcliffe blieb als Priester bis zu seinem Tode in seiner Heimatgemeinde, der St Aidan's Church in Leeds, aktiv. Er kümmerte sich dort schwerpunktmäßig um Asylsuchende, um in Not geratende Menschen, um Obdachlose und um Angelegenheiten der Ökumene. Er war seit seiner Oblation 1947 der dienstälteste Oblate der Anglican Benedictine Community at Nashdom and Elmore Abbeys. 
Rawcliffe wurde 1971 zum Officer des Order of the British Empire ernannt.

## Privates
Rawcliffe war von 1977 bis zu ihrem Tode 1989 mit Susan Speight verheiratet, die als Ballettlehrerin und Hauswirtschafterin gearbeitet hatte. Speight war zum Zeitpunkt der Hochzeit aufgrund einer diabetischen Neuropathie auf einen Rollstuhl angewiesen; ihre Beschwerden nahmen jedoch nach einer gemeinsamen mystischen Glaubenserfahrung aufgrund einer Wunderheilung ab.
Rawcliffe outete sich im Jahr 1995 in einer Fernsehsendung als homosexuell. Er war zum damaligen Zeitpunkt der ranghöchste Vertreter der Anglikanischen Kirche, der offen homosexuell lebte. In einem Interview mit der Yorkshire Post erklärte Rawcliffe wenige Wochen später, dass er sich seiner eigenen Homosexualität immer bewusst war, spätestens zu dem Zeitpunkt, als er sich während seiner Zeit in Melanesien in einen jungen Mann verliebte, der ihm eindeutige Avancen gemacht hatte. Seine Homosexualität betrachtete er als ein „Geschenk Gottes“, welches ihm die Fähigkeit gegeben habe, zu lieben. 
Für weiteres Aufsehen sorgte Rawcliffe, als er im August 1995 in einem Beitrag für das Magazin Gay Times forderte, das Einverständnisalter bei homosexuellen Kontakten auf vierzehn Jahre zu senken. In diesem Zusammenhang schrieb er, selbst mit vierzehn Jahren erstmals homosexuelle Kontakte mit einem wesentlich älteren Mann gehabt zu haben.
Rawcliffe lebte während seines Ruhestands zunächst in Bardsey, in der Nähe von Wetherby, wo sein Schwiegervater lebte. Später zog er in den Stadtteil Harehills in Leeds. Dort starb er in seinem Haus im Alter von 89 Jahren; am Morgen seines Todestages hatte er im Gottesdienst in seiner Heimatgemeinde noch die Lesung aus der Heiligen Schrift vorgetragen.